# Pristolepis fasciata
Pristolepis fasciata е вид бодлоперка от семейство Pristolepididae. Видът не е застрашен от изчезване.

## Разпространение и местообитание
Разпространен е във Виетнам, Индия (Керала), Индонезия (Калимантан, Суматра и Ява), Камбоджа, Лаос, Малайзия (Западна Малайзия и Саравак) и Мианмар.
Обитава наводнени райони, езера, блата, мочурища и тресавища.

## Описание
На дължина достигат до 20 cm.